# Policjanci z Hongkongu
Policjanci z Hongkongu (oryg. tytuł Shuang xiong) – hongkoński dreszczowiec sensacyjny z 2003 roku w reżyserii Benniego Chana.
W 2004 roku podczas 24. edycji Hong Kong Film Awards Wei Tung, Liu-Ming Poon oraz Benny Chan byli nominowani do nagrody Hong Kong Film Award w kategorii Best Action Choreography, Best Cinematography i Best Director.

## Fabuła
Jack jest jednym z najlepszych policjantów oddziału specjalnego policji w Hongkongu. Potrafi rozwiązać każdą sprawę do czasu, gdy natrafi na ślad tajemniczego, bezwzględnego hipnotyzera będącego szefem brutalnego gangu złodziei i zabójców. Gang wykorzystuje zahipnotyzowane ofiary do swoich celów, po czym pozbawia je życia. Tylko Ken – skazany mistrz hipnozy może pomóc policjantowi złapać przestępcę.

## Obsada
Źródło: Filmweb

- Francis Ng – Hoi
- Leon Lai – Jack Lai
- Karena Lam – Brenda
- Xu Jinglei
- Courtney Wu – gość aukcji
- Ho-Yin Wong
- Pete Spurrier – uczestnik aukcji
- Ekin Cheng – Ken